# МКС-14
МКС-14 — чотирнадцятий довготривалий екіпаж Міжнародної космічної станції. Його робота розпочалася 18 вересня 2006 року та тривала до 21 квітня 2007.

## Екіпаж
| Посада/Період перебування на МКС | з 18 вересня 2006   | з 12 грудня 2006 по 21 квітня 2007 |
| -------------------------------- | ------------------- | ---------------------------------- |
| Командир                         | Майкл Лопес-Алегрія | Майкл Лопес-Алегрія                |
| Бортінженер 1                    | Михайло Тюрин       | Михайло Тюрин                      |
| Бортінженер 2                    | Томас Райтер        | Томас Райтер                       |
| Бортінженер 3                    |                     | Суніта Вільямс                     |